# Premi Nacional de Periodisme
El Premi Nacional de Periodisme formà part dels Premis Nacionals de Cultura i era concedit anualment per la Generalitat de Catalunya, reconeixent la trajectòria professional de cada guardonat en la seva categoria i amb una dotació de 18.000 euros.
El premi era designat per un jurat encapçalat pel Conseller de Cultura i era atorgat en una cerimònia presidida pel President de la Generalitat, conjuntament amb la resta de Premis Nacionals de Cultura. A principis d'abril de 2013 es va fer públic que el Govern de la Generalitat de Catalunya reduïa els premis Nacionals de Cultura de 16 a 10 guardonats, i n'abolia les categories, creant un sol guardó de Premi Nacional de Cultura, amb la intenció de "tallar el creixement il·limitat de categories".

## Guanyadors[2]
Des del 1990 el Premi Nacional de Periodisme s'ha atorgat a:
- 1990 — Josep Maria Huertas Claveria
- 1992 — Jaume Comellas i Colldeforns
- 1994 — Francesc-Marc Álvaro i Vidal
- 1995 — Josep Maria Espinàs
- 1996 — Col·legi de Periodistes de Catalunya
- 1997 — Albert Jané
- 1998 — Carles Sentís
- 1999 — Eliseu Climent
- 2000 — Francesc Escribano i Joan Úbeda
- 2001 — Antoni Bassas[3]
- 2002 — Montserrat Armengou i Ricard Belis[4]
- 2003 — Mònica Terribas[5]
- 2004 — VilaWeb[6]
- 2005 — Emili Manzano
- 2006 — Milagros Pérez Oliva[7]
- 2007 — Martí Domínguez
- 2008 — José Martí Gómez, Lluís Permanyer i Joan de Sagarra
- 2009 — Rosa Maria Calaf[8]